# Janina (unidade regional)
Janina (em grego: Ιωάννινα; romaniz.: Ioánnina) é uma unidade regional da Grécia, localizada na região do Epiro. Sua capital é a cidade de Janina.